# Кайнар (Байзакский район)
Кайна́р (каз. рзд.Қайнар) — разъезд в Байзакском районе Жамбылской области Казахстана. Входит в состав Жанатурмысского сельского округа. Код КАТО — 313641500.

## Население
В 1999 году население разъезда составляло 126 человек (53 мужчины и 73 женщины). По данным переписи 2009 года, в разъезде проживало 135 человек (75 мужчин и 60 женщин).